# Нікокл (цар Саламіну)
Нікокл (дав.-гр. Νικοκλῆς; д/н — між 362 і 359 до н. е.) — цар Саламіну в 374—362/359 роках до н. е.

## Життєпис
Походив з династії Тевкридів. Молодший син Евагора I, царя Саламіна. Після загибелі батька та старшого брата-співцаря Пнітагора I у 374 році до н. е. В перший період панування згідно з Ісократом проводив зважену фінансову політику, завдяки чому знову наповнив царську скарбницю. Насамперед вдалою була грошова реформа: став випускати золоті монети на аверсі з Афродитою, на реверсі — з Афіною, та бронзові — з головою Афродити на лицьовому боці, дельфіном — на звороті.
Водночас намагався відновити стосунки з перським царем Атаксерском II, оскільки афінський флот не прийшов на допомогу, а Спарта зазнала нищівної поразки у війні з Фівами. Проте маневрування між Персією, Афінами і Спартою давалося складно. Водночас встановив гарні стосунки з Абдаштартом І, царем Сидону. З останнім наприкінці правління змагався у розкошах.
З успіхами Великого повстання сатрапів на чолі з Датамом вирішив приєднатися до останнього. Згодом успішно діяв проти персів на Кіпрі, визволивши більшу частину острова. Після поразки сатрапів у 362 році до н. е. вимушений був особисто простистояти Персії. У цій боротьбі зазнав поразки: або в битві або Нікокла було вбито змовниками на чолі з сином Евагором II, що зайняв трон Саламіну.